# Омельник (притока Псла)
Оме́льник (також на теренах різних областей України існують річки з подібними назвами: Омельничок, Сухий Омельник, Сухий Омельничок) — річка в Україні, в межах Семенівського, Глобинського та Кременчуцького районів Полтавської області. Права притока Псла (басейн Дніпра).Притока річки С.Омельник (Малий Кагамличок)

## Опис
Довжина річки 41 км, площа басейну 422 км². Долина неглибока. Річище слабозвивисте (більш звивисте в пониззі), в багатьох місцях пересихає. Похил річки 0,75 м/км. Споруджено кілька ставків.

## Розташування
Омельник бере початок на північний захід від села Вербків. Спершу тече на південь, від північно-західної околиці міста Глобине і до гирла — на південний схід. Впадає до Псла біля східної частини села Омельника. 
Річка протікає через місто Глобине і декілька сіл.